# Romanchella solea
Romanchella solea är en ringmaskart som beskrevs av Vine 1977. Romanchella solea ingår i släktet Romanchella och familjen Serpulidae.
Artens utbredningsområde är havet kring Nya Zeeland. Inga underarter finns listade i Catalogue of Life.